# Ctimene velata
Ctimene velata là một loài bướm đêm trong họ Geometridae.